# Aerautodromo di Modena
L'aerautodromo di Modena è stato un impianto sportivo che si trovava a Modena, adiacente alla via Emilia. In esso erano presenti contemporaneamente sia le strutture tipiche di un aeroporto (pista in cemento, torre di controllo, aviorimesse) che quelle di un autodromo (direzione gara, box, tribune), da qui la particolare denominazione. Sull'area su cui sorgeva l'impianto, in principio periferica ma ormai inglobata dal tessuto urbano della città, sorge oggi il parco Enzo Ferrari, che ha completamente cancellato il tracciato della pista.

## Storia

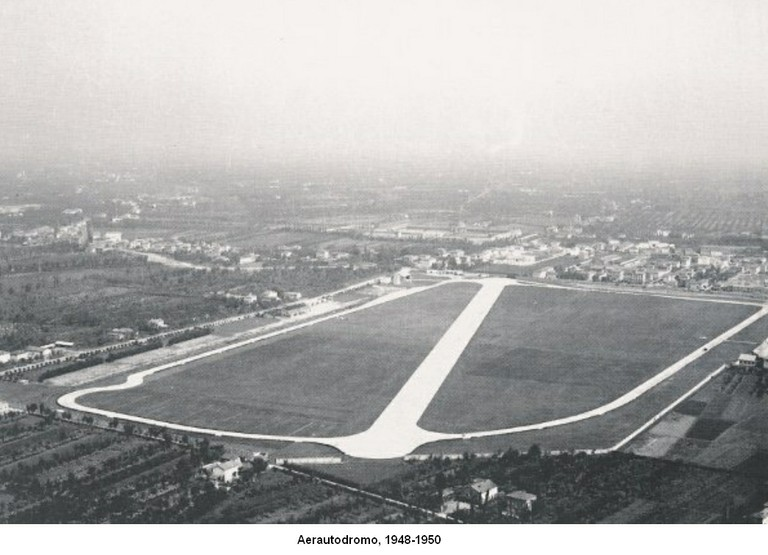
L'aerautodromo di Modena tra il 1948 e il 1950

I lavori di costruzione furono avviati nel marzo 1949 e la pista d'aviazione divenne operativa già nel dicembre dello stesso anno. Il tracciato motoristico fu invece inaugurato il 7 maggio 1950 con il Gran Premio di Modena, riservato a vetture di Formula 2, vinto da Alberto Ascari.
L'impianto fu attivo principalmente negli anni cinquanta e sessanta, venendo utilizzato come aeroporto, circuito per gare di auto e moto, scuola di pilotaggio (Piero Taruffi vi dirigeva i corsi della Scuderia Centro Sud, che aveva la sua sede di fronte all'aerautodromo) e pista per i collaudi delle case costruttrici della zona, soffrendo quindi di problemi di convivenza tra le varie esigenze. A tale proposito, all'inizio degli anni settanta la Scuderia Ferrari, che vi collaudava le proprie auto da competizione, viste le sempre maggiori limitazioni all'uso dell'impianto, decise la realizzazione della propria pista di collaudo, il circuito di Fiorano, inaugurato nel 1972 su un'area adiacente allo stabilimento di Maranello. 
Durante la sua attività l'impianto ha anche ospitato ventidue edizioni del Gran Premio Motociclistico di Modena, solitamente valido per il Campionato Italiano, e la Temporada Romagnola. Questo Gran Premio spesso assumeva una notevole rilevanza poiché, disputandosi in marzo, era il primo evento dopo la lunga pausa invernale, attirando l'interesse di Case e piloti.
Nel marzo 1957 Eugenio Castellotti fu vittima di un incidente durante una sessione di prove private Ferrari: mentre si apprestava ad affrontare una curva presso il rettilineo delle Tribunette, perse il controllo della vettura e si schiantò a circa 200 km all'ora. Il pilota morì sul colpo, ma le cause dell'incidente non furono mai completamente chiarite.
Un altro grave incidente si verificò nel giugno 1961, quando Giulio Cabianca perse il controllo della sua Cooper e uscì dal tracciato, imboccando un cancello lasciato aperto. La vettura piombò sull'adiacente via Emilia, in quel momento congestionata dal traffico, causando la morte di tre persone e diversi feriti. Estratto dai rottami ancora in vita, Cabianca morì all'ospedale poche ore dopo. Questo tragico evento segnò il declino dell'aerautodromo, che non ospitò più competizioni automobilistiche dopo il VII Gran Premio di Modena del 3 settembre 1961.
L'ultimo Gran Premio motociclistico si disputò nel 1976 e in seguito l'impianto cadde gradualmente in disuso e in stato di abbandono. Negli anni '80 iniziarono progressivi lavori di demolizione, che si conclusero con la trasformazione nel parco pubblico "Enzo Ferrari", inaugurato nel 1991.

## Il tracciato

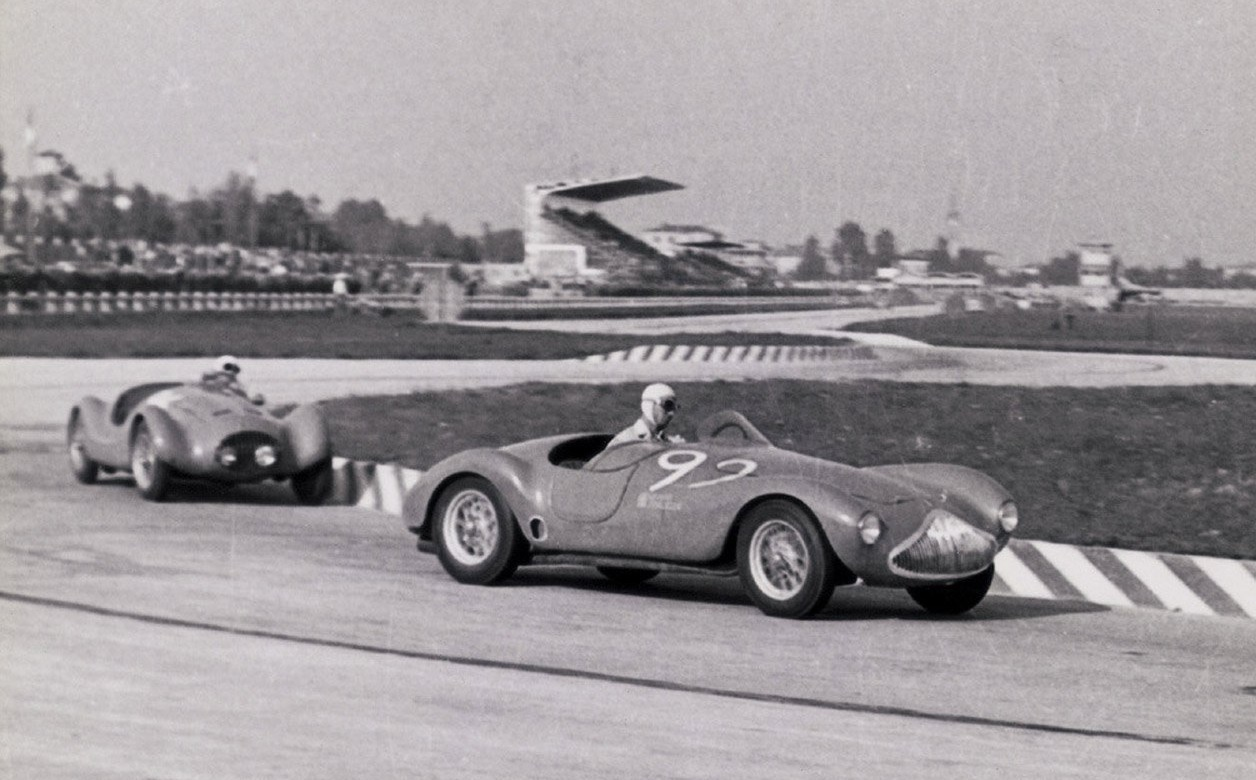
Concorrenti del Gran Premio di Modena del 1950 all'uscita della Variante Stanguellini

Il circuito era concepito in due diverse varianti: il Perimetrale, lungo circa 2,3 km, e il Completo, che adoperava anche la pista di decollo ed era lungo circa 3,8 km; la larghezza era di 8-10 metri lungo il Perimetrale e di 30 metri (divisi in due corsie) lungo la pista di decollo.
La linea di partenza si trovava sul lato lungo occidentale del terreno ove sorgeva l'impianto, a poca distanza dall'ultima curva, posta a nord di essa; il tracciato si dirigeva verso sud-ovest in linea retta per qualche centinaio di metri, passando davanti alle tribune principali, fino a raggiungere la variante Stanguellini, una chicane che precedeva una secca curva verso sinistra a 90°, posta a ridosso della tribunetta privata, riservata ai soci del "Circolo della biella", addossata al muro di recinzione meridionale.
Da qui la pista imboccava un breve rettilineo, seguito da un ampio curvone a sinistra di 250 metri di raggio che attraversava il piazzale sud della pista di decollo, per poi immettere i concorrenti su un rettifilo (parallelo e opposto a quello di partenza) lungo oltre mezzo chilometro, il quale terminava con un'altra secca curva a gomito di soli 15 metri di raggio, che imponeva una brusca frenata per poter imboccare il successivo tratto parallelo alla via Emilia e che conduceva al piazzale nord della pista.

In questo piazzale il circuito Perimetrale aveva l'ultima curva a gomito, che riportava sul rettilineo di partenza, mentre quando si usava il circuito Completo i piloti proseguivano verso sud lungo la pista di decollo che, suddivisa in due corsie da una fila di balle di paglia, veniva percorsa per quasi tutta la sua lunghezza in un "andata e ritorno" che riportava i concorrenti al piazzale nord, dove si avviavano verso il traguardo con una curva di quasi 180° dal raggio di 15 metri.

## Nella cultura di massa
Il tracciato dell'aerautodromo è comparso in alcuni film:
- I cattivi colpi (1961): nella scena finale, l'attore Reginald Kernan (Milan) guida una Ferrari 246 F1
- La bella di Lodi (1963)
- Rapporto Fuller, base Stoccolma (1968): il pilota Dick Warth (interpretato da Ken Clark) compie alcuni giri di prova per testare il suo prototipo "Bennet" (in realtà una Maserati Tipo 65); ai fini della trama l'autodromo rappresenta un imprecisato circuito di Stoccolma.
- Le Mans - Scorciatoia per l'inferno (1970): Dustin Rich (Maurizio Bonuglia) svolge delle prove private per prendere confidenza con la sua nuova monoposto
- Bolidi sull'asfalto - A tutta birra! (1970): nel film vengono impiegate alcune riprese dal vivo di un gran premio motociclistico di classe 350, in cui si riconoscono Renzo Pasolini, Angelo Bergamonti e Silvio Grassetti, oltre a Giacomo Agostini che è il protagonista della trama.

## Il parco pubblico Enzo Ferrari

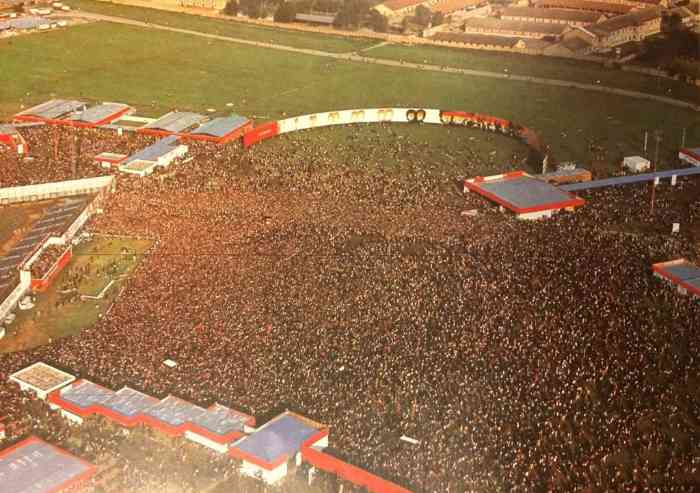
Comizio di Enrico Berlinguer nel 1977 nel futuro parco Ferrari

Nel 1979 nacque l'idea di realizzare un grande parco pubblico di 110 ettari, progettato l'anno successivo da Leonardo Benevolo e dall'architetto paesaggista inglese Geoffrey Jellicoe.
Nel 1991 l'area dell'ex aerautodromo, avente una superficie di 40,62 ettari, venne trasformata in un parco cittadino intitolato alla memoria di Enzo Ferrari.
Il parco venne poi ristrutturato negli anni 1998 e 1999.
All'interno del parco sono presenti un laghetto artificiale di 10.664 m2 popolato di pesci e tartarughe, una zona boscata con oltre 3.600 alberi, cinque aree di gioco per bambini (di cui una a tema spaziale), un campo da calcio e un campo da pallavolo, un anfiteatro naturale realizzato su una delle colline, 180 panchine, aree attrezzate con  tavoli, panche e barbecue, un percorso vita, servizi igienici, un'area di sgambatura per cani, un parcheggio scambiatore con messa a disposizione di biciclette pubbliche gratuite. La restante parte di 334.440 m2 è adibita a prato, dove, soprattutto nella stagione estiva, vengono organizzati spettacoli ed eventi culturali.
Nell'angolo nord-est del parco (vicino all'incrocio della via Emilia con viale Italia) è presente un monumento alto 6,70 metri dedicato ad Enzo Ferrari e realizzato nel 1998 dallo scultore Marino Quartieri (1917-2002) su commissione di Piero Ferrari, figlio del Drake. Inizialmente l'opera, affettuosamente ribattezzata dai modenesi al muzgòn (torsolo di mela) per la sua forma, venne collocata davanti alla casa di Enzo Ferrari posta in largo Giuseppe Garibaldi; successivamente la scultura venne spostata nell'estate 2005 nell'attuale collocazione.

### Eventi di massa
Nel 1977 ospitò la festa nazionale de l'Unità; durante quella provinciale del 1987 vi si svolse il concerto di Bob Dylan. Il 1º luglio 2017 vi è stato organizzato il concerto Modena Park 2017 di Vasco Rossi, entrato nel guinness dei primati per aver avuto il maggior pubblico pagante per un artista singolo nel mondo (circa 225.000 spettatori)